# Kunigunde von Altdorf

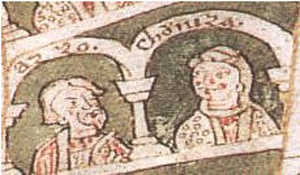

Kunigunde von Altdorf, auch Chuniza, (* um 1020; † 31. August 1054) war die Stammmutter der jüngeren Welfen (Welfen-d’Este).
Kunigunde war die einzige Tochter des Grafen Welf II. von Altdorf († 1030) und dessen Ehefrau Irmentrud (Irmengard, Imiza) († 1057), Tochter des Grafen Friedrich I. von Luxemburg († 1019) und Nichte der Kaiserin Kunigunde († 1033). Ihr Bruder war Welf III. von Kärnten († 1055), der letzte Welfe aus der älteren Linie.
Um 1035 wurde Kunigunde mit dem Markgrafen von Este Alberto Azzo II. verheiratet. Er war der einzige Sohn des Markgrafen Alberto Azzo I. von Mailand und dessen Ehefrau Adele. Aus der Ehe ging mit Welf IV. ein Sohn hervor, der 1055 nach dem Tod seines Onkels Welf III. als dessen Erbe die Welfen-Linie fortsetzte und von 1070 bis 1077 Herzog von Bayern war.